# José Ramos Izquierdo
José Ramos Izquierdo y Castañeda (San Fernando o Cádiz, 10 de diciembre de 1838-Madrid, 1904) fue un marino español, ministro de Marina durante la Restauración borbónica.

## Biografía
Nacido en San Fernando o en Cádiz el 10 de diciembre de 1838. Ingresado en la armada en 1850, ostentó el rango de contraalmirante desde 1898.
Ejerció de ministro de Marina entre el 31 de octubre de 1900 y el 6 de marzo de 1901 en un gabinete presidido por Marcelo Azcárraga.
Falleció en Madrid en 1904.